# Różyce-Żurawieniec
Różyce-Żurawieniec (do 31 grudnia 2016 Żórawieniec) – wieś w Polsce położona w województwie łódzkim, w powiecie łowickim, w gminie Kocierzew Południowy.
| SIMC    | Nazwa        | Rodzaj    |
| ------- | ------------ | --------- |
| 0729379 | Różyce-Trakt | część wsi |

Do 31 grudnia 2016 miejscowość nosiła nazwę Żurawieniec i była częścią wsi Różyce.
W latach 1975–1998 miejscowość administracyjnie należała do województwa skierniewickiego.